# Arco curvo
L'arco curvo o polifonico è un modello d'arco per strumenti musicali dell'omonima famiglia dalla bacchetta in vario grado convessa. Una leva regolatrice manovrata dal pollice permette di modificare la tensione dei crini durante l'esecuzione. L'arco curvo permette di suonare su una, due, tre o quattro corde, passando con facilità da una combinazione all'altra. Se la bacchetta è sufficientemente arcuata diventa possibile sostenere accordi a tre e a quattro corde praticamente in tutti i gradi di dolcezza e di intensità sonora, realizzando al violino, alla viola o al violoncello un'armonia simile a quella dell'organo.

## Storia

### Esecuzione polifonica su strumenti ad arco
La pratica dell'esecuzione polifonica sugli strumenti ad arco è attestata fin dal Rinascimento. Infatti, negli anni attorno al 1560, il madrigalista e virtuoso di lira da braccio Alessandro Striggio (padre dell'autore del libretto dell'Orfeo di Monteverdi) si deliziava e a sua volta affascinava il suo uditorio  eseguendo una polifonia a quattro voci realmente simultanee sul suo strumento. Fra gli esponenti successivi di tale tecnica, troviamo i violinisti Biagio Marini , Johann Jakob Walther, Nikolaus Bruhns e Johann Paul von Westhoff, il quale inventò un sistema unico di notazione polifonica per il suo strumento.  Esistono anche, sotto forma manoscritta, diverse notazioni polifoniche di Niccolò Paganini. Tra di esse, il Capriccio a Violino Solo, scritto su quattro pentagrammi distinti, uno per ogni corda del violino. Questa composizione rappresenta un vertice polifonico — il punto culminante del genere — cioè un corale a quattro voci eseguito su un solo violino.

### Problemi interpretativi

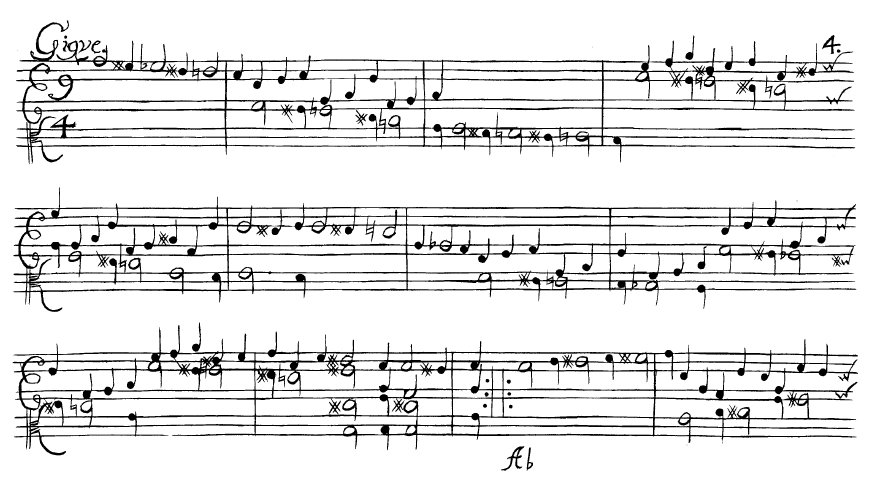
L'inizio della giga cromatica della Partita in la minore per violino solo di Westhoff.

Di fronte alla scrittura polifonica di Marini, Walther,  Westhoff, Bach o Paganini, il violinista moderno, col suo arco concavo, non ha altra via se non scendere a compromessi: non potendo tenere le note della maggior parte delle corde triple e di tutte le corde quadruple come segnate dal compositore, si vede costretto di 'dividere' gli accordi, di 'spezzarli', o di 'strapparli', col rischio di produrre rumori estranei e squilibri ritmici. A prescindere dal problema di una resa autentica o letterale degli accordi a tre  o a quattro suoni, vi sono altri problemi che interessano globalmente le corde multiple. Si pensi ad esempio al fenomeno del terzo suono, il quale viene ampliato dall'uso dell'arco curvo e alle diverse implicazioni e conseguenze che  ne risultano nei confronti dell'armonia, dell'intonazione e dell'articolazione.

### L'idea di Albert Schweitzer
Il 1905 è la data della pubblicazione del libro di Albert Schweitzer su Johann Sebastian Bach  e certe idee sviluppate in quest'opera fondamentale hanno creato controversie che durano ancora oggigiorno. Schweitzer, in realtà, riteneva l'uso dell'arco curvo indispensabile per l'esecuzione delle opere per violino solo di Bach. Le sue ricerche erano guidate dalla sua esperienza di organista, di musicologo, nonché di teologo. “Conosciamo tutti quest'arco”, egli scrisse, “è proprio quello che gli angeli hanno in mano negli antichi dipinti” . Un miglioramento rispetto all’arco curvo antico fu suggerito dallo stesso Schweitzer, cioè
l’aggiunta di una leva regolatrice manovrata dal pollice per facilitare la messa in tensione dei crini.

### Tappe decisive

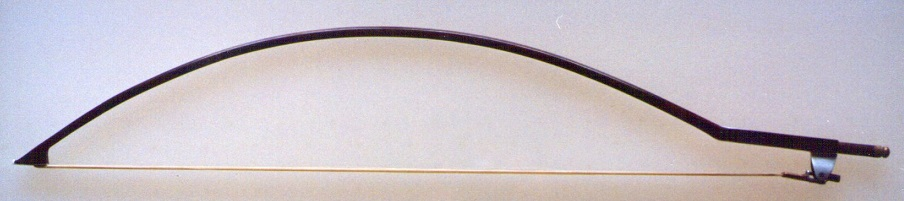
L'arco curvo di Rolph Schroeder

Uno dei primi archi curvi da concerto fu costruito da Rolph Schroeder nel 1928. Schroeder si mise al lavoro proprio dopo aver letto il libro di Schweitzer. Nel 1949, il violinista ungherese Emil Telmányi, anche lui seguace delle teorie di Schweitzer, si fece costruire un nuovo modello di arco curvo dal liutaio danese Knud Vestergaard, il cosiddetto “Vega Bach Bow”.

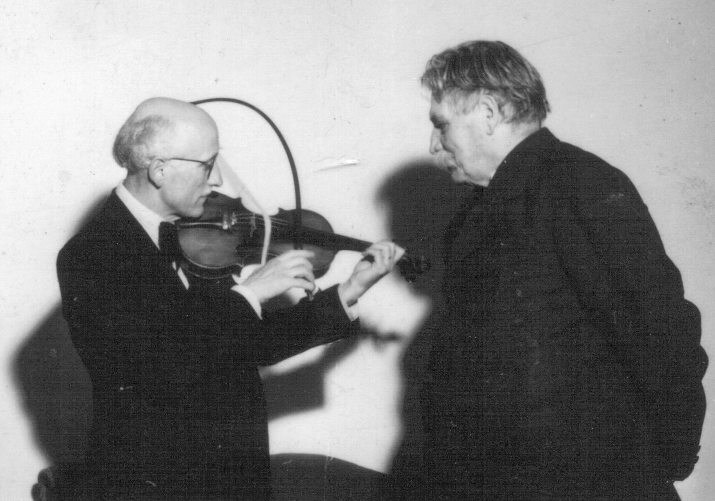
Georges Frey con Albert Schweitzer negli anni 1950

  Nel 1950, anno del bicentenario della morte di Bach, il violinista Georges Frey presentò una serie di recital con l’arco curvo in Francia e in Svizzera. 
Il suo arco, ispirato a quello di Schroeder,  era perfezionato nel suo meccanismo, permettendo di evitare l'irrigidimento della mano destra durante la fase di messa in tensione dei crini. 

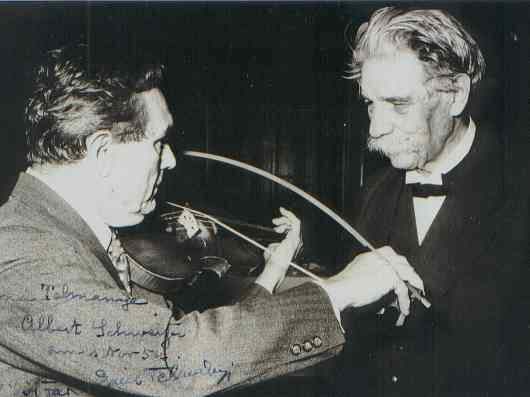
Emil Telmányi e Albert Schweitzer nel 1954

 Nel 1954, Telmányi registrò l'integrale delle Sonate e Partite di Bach con il suo “Vega Bach Bow”. Nel 1969, il violinista Tossy Spivakovsky incise la Ciaccona dalla Partita No. 2 con l’arco curvo per la radio svedese. Pure Spivakovsky usava un arco curvo costruito da Knud Vestergaard nelle sue performance delle Sonate e Partite di Bach. Nei movimenti monofonici rapidi però, egli si attenneva all'arco dritto. Nel 1998 Rudolf Gähler, un allievo di Rolph Schroeder,  registrò l'integrale delle Sonate e Partite di Bach usando l’arco curvo ereditato dal suo maestro. 
Nel 1990, il violoncellista e compositore Michael Bach creò un nuovo modello d'arco curvo per violoncello, violino e viola, ispirandosi alle più recenti scoperte in dendrologia, ergonomia e acustica. Lo chiamò "Arco BACH" (alludendo al proprio cognome) . Dal 1997 al 2001, Rudolf Gähler e Mstislav Rostropovič furono i suoi regolari consulenti, collaborando attivamente allo sviluppo del nuovo arco. Nel 2001 Michael Bach fu invitato a Parigi nell'ambito del settimo Concorso internazionale Rostropovič . A tale occasione, egli propose un nuovo approccio interpretativo delle Suite per violoncello solo di Johann Sebastian Bach, mettendo in rilievo la straordinaria varietà di produzione sonora consentita dall'arco curvo. Egli dimostrò come l'interprete può scegliere liberamente di eseguire gli accordi tenuti, arpeggiati, divisi o invertiti; come aggiungere voci successive senza abbandonare le precedenti, iniziando sia dalla nota più grave, sia da quella più acuta, o addirittura da una delle note interne; come fare seguire più accordi in un'unica arcata; come la tensione dei crini, che viene regolata a volontà durante l'esecuzione, può creare una varietà di timbri, fra i quali una sonorità dolce e penetrante, di qualità veramente unica, anche quando si suona a quattro voci.

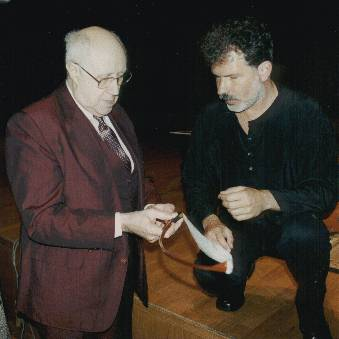
Mstislav Rostropovič e Michael Bach nel 2001

## Composizioni per l'arco curvo
Fra i compositori contemporanei che si sono interessati all'arco curvo spiccano John Cage, Dieter Schnebel, Walter Zimmermann,  Michael Bach Bachtischa e Hans Zender.

## Suonatori dell'arco curvo
Herman Berkowski, Rolph Schroeder (1900–1980), Jacques Thibaud (1880–1953), Emil Telmányi (1892–1988), Georges Frey (1890–1975), Tossy Spivakovsky (1906–1998), Roman Totenberg (1911–2012), Arthur Grumiaux (1921–1986), Otto Büchner (1924–2008), Reinhold Dolin (1938–2006), Rudolf Gähler, Hartmut Lindemann, Michael Bach, Philippe Borer (1955-2023), Burkard Weber, Alexander Waterman, Monica Germino, Sue Schlotte, Gustav Rivinius Anton Lukoszevieze, Carlos Zingaro, Ernesto Rodrigues, Ted Mook, Oliver Coates, Brice Catherin, Andrew Phillips, Sara Cubarsi, Kyle Armbrust, Jaron Lanier.